# Islam in Noord-Macedonië
De islam is de grootste minderheidsreligie in Noord-Macedonië en heeft een lange geschiedenis in het land. In de volkstelling van 2021 werden 590.878 moslims geregistreerd, oftewel 32,17% van de totale bevolking. Noord-Macedonië heeft het op vier na hoogste percentage moslims in Europa, na dat van Europees-Turkije (c. 98%), Kosovo (c. 96%), Albanië (c. 59%), en Bosnië en Herzegovina (c. 51%). 

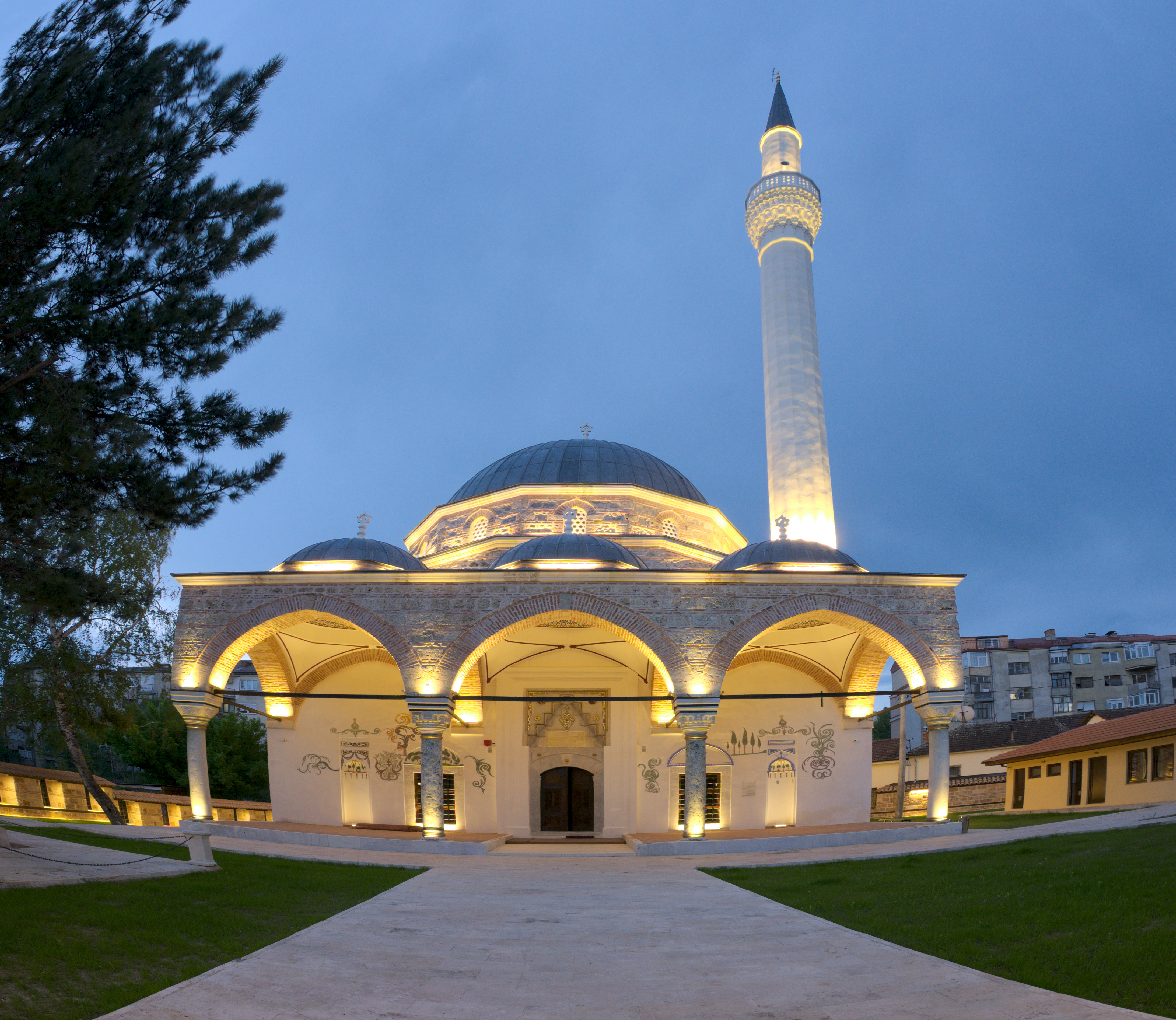
De Hajdar Kadi-moskee in Bitola

Noord-Macedonië heeft een multi-etnische bevolking. Nagenoeg alle leden van de Albanese (24%) en Turkse minderheid (4%) zijn moslim, alsmede het grootste deel van de Roma (3%) en de Bosniakken (1%). Naast Bosniakken zijn er ook andere kleinere groepen Slavische moslims, waaronder Torbesjen ('Macedonische moslims') en Gorani.

## Geschiedenis
De islam werd al in de eerste helft van de dertiende eeuw op het Macedonisch grondgebied geïntroduceerd, maar vanaf 1371, toen Macedonië werd veroverd door de Ottomaanse Turken, begon de islam zich langzaam maar geleidelijk over het grondgebied te verspreiden. In 1385 werden de steden als Bitola en Prilep veroverd, terwijl Thessaloniki (1387) en Skopje (1392) kort daarna werden veroverd. De regio Macedonië bleef ruim 500 jaar onder het bewind van de Ottomanen en vormde een onderdeel van de provincie Roemelië.
Onder Ottomaanse heerschappij genoten christenen en joden, onder het Milletsysteem, relatief veel vrijheden. De christelijke Macedoniërs werden niet op basis van hun religie gediscrimineerd. Met de onafhankelijkheid van Griekenland (1830), Bulgarije (1878), Servië (1817), Montenegro (1878) en Albanië (1912) stortte uiteindelijk het Ottomaanse Rijk op de Balkan in en daarmee ook de organisatie van de moslims. Veel moslims in de regio Macedonië emigreerden tijdens de Balkanoorlogen naar Klein-Azië.
In het Koninkrijk Joegoslavië, dat bestond van 1918 tot 1941, werden de moslims verenigd onder de religieuze leiding van de grootmoefti van Sarajevo. In 1930 werd de officiële zetel van de grootmoefti tijdelijk verplaatst naar Belgrado. In 1931 werden er 1,56 miljoen moslims onder de 13,9 miljoen Joegoslavische inwoners geteld, oftewel 11,2% van de totale bevolking. De moslimgemeenschap werd in tweeën verdeeld met de introductie van een raad van geleerden ("ulema-medžlis") in Sarajevo voor de moslims in het noordelijk deel en één in Skopje voor de moslims in het zuidelijk deel. De officiële moslimorganisaties propageerden het hanafisme en reageerden afkeurend ten aanzien van het soefisme, dat wijdverbreid was onder de Albanezen in Noord-Macedonië en Kosovo. De plaatselijke "tekkes", verzamelplaatsen en/of leerscholen voor soefi's, ontwikkelden zich (in het geheim) tot centra van Albanees nationalisme.
Tijdens de Socialistische Federale Republiek Joegoslavië werden moslims erkend als religieuze gemeenschap en werd de bouw van moskeeën en koranscholen niet verboden. In de jaren '70 was immers 12,3% van de Joegoslavische bevolking moslim, met name in de Socialistische Republiek Bosnië en Herzegovina, Socialistische Autonome Provincie Kosovo en de Socialistische Republiek Macedonië.

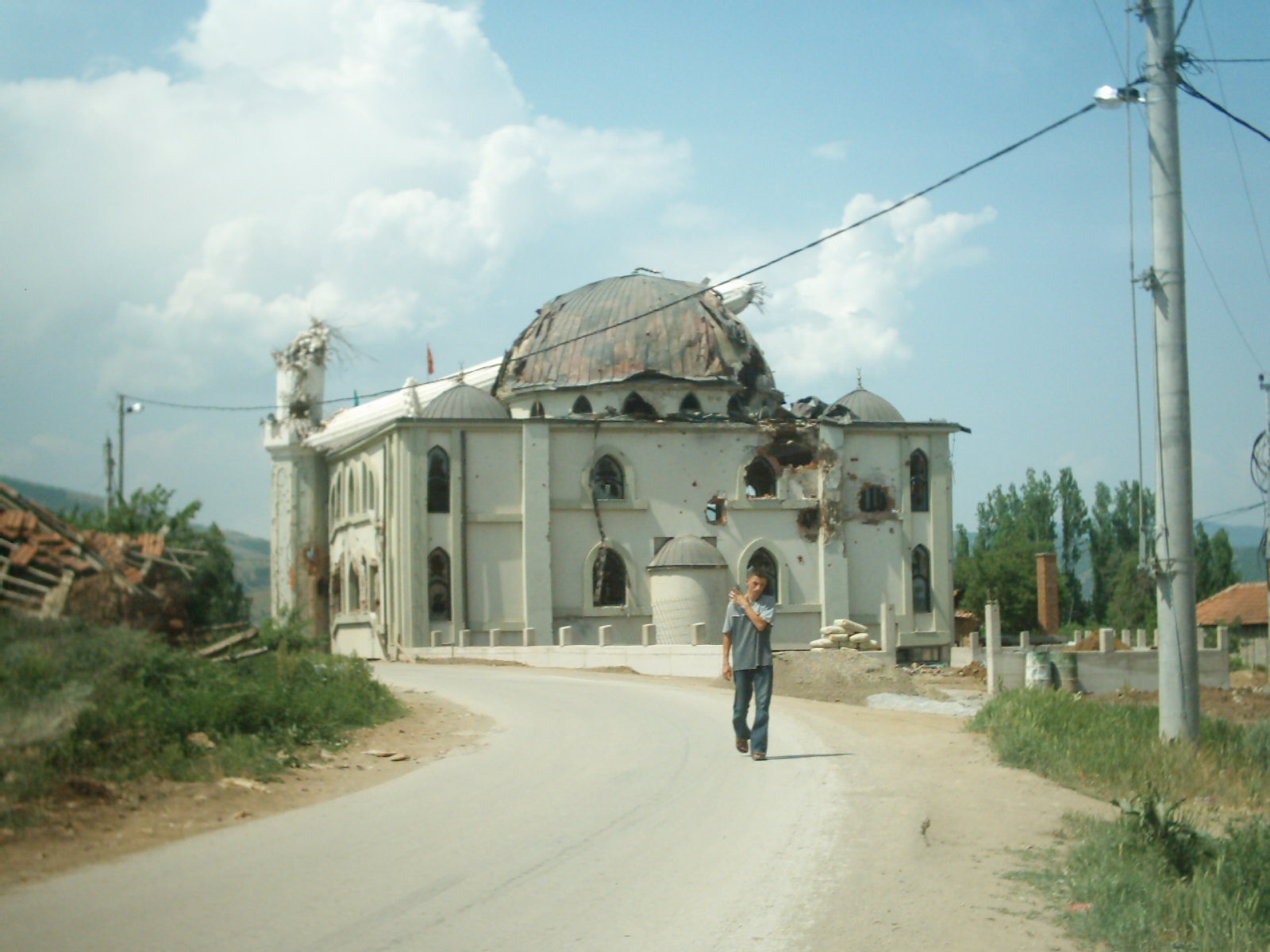
Beschadigde moskee in het dorp Matejče, bij Kumanovo, in 2001

Na de Joegoslavische oorlogen bloeide de islam op in Noord-Macedonië. Er werden (nieuwe) grote moskeeën gebouwd (evenals oosters-orthodoxe kerken), hetgeen (in samenhang met het Albanees nationalisme) heeft geleidt tot enkele etnisch-religieuze conflicten (zie: Akkoord van Ohrid en Macedonisch Nationaal Bevrijdingsleger). Sindsdien is de situatie aanzienlijk gekalmeerd, maar er vinden nog regelmatig aanslagen op moskeeën (en kerken) plaats.

## Verspreiding

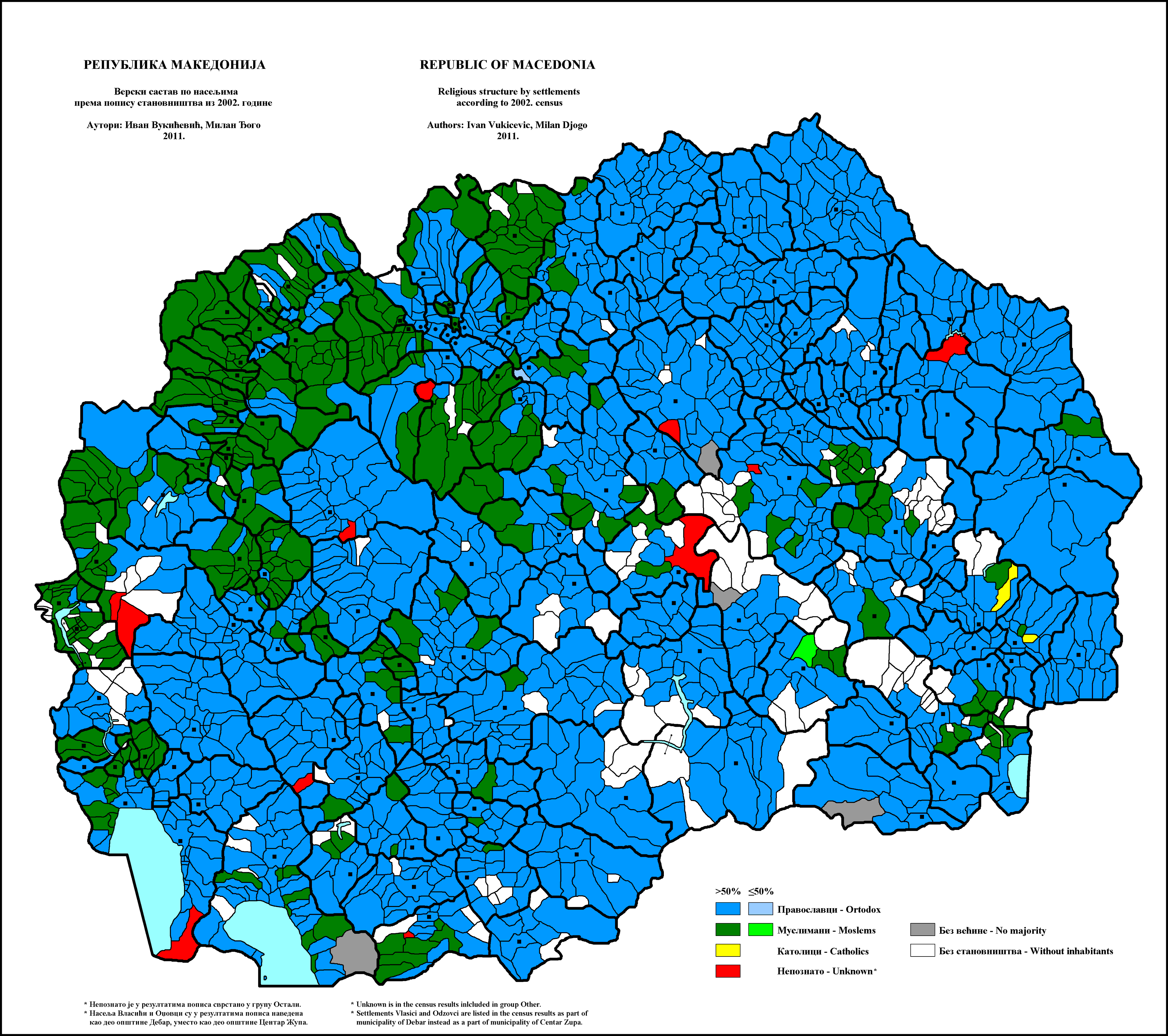
Verspreiding van de islam in Noord-Macedonië (2002). In de groen gekleurde gemeenten is het aandeel moslims hoger dan 50 procent.

De moslims wonen verspreid in het land, maar vormen een meerderheid in de meeste gemeenten in het (noord)westen van het land. In 2002 werden er 674.015 moslims geregistreerd, hetgeen 33,33% van de totale bevolking was. In 1994 werden er nog 581.203 moslims geregistreerd, oftewel 30,04% van de totale bevolking. De meest recente volkstelling (van 2021) registreerde 590.878 moslims, oftewel 32,17% van de totale bevolking.
In de onderstaande tabel staan de gemeenten met een moslimmeerderheid in 2002 opgesomd.
| Gemeente         | Bevolking (2002) | Moslims (2002) | Aandeel (%) |
| ---------------- | ---------------- | -------------- | ----------- |
| Kamenjane        | 14.442           | 14.365         | 99,5%       |
| Šipkovica        | 7.820            | 7.783          | 99,5%       |
| Negotino-Pološko | 16.813           | 16.720         | 99,4%       |
| Želino           | 24.390           | 24.210         | 99,3%       |
| Bogovinje        | 14.555           | 14.445         | 99,2%       |
| Kondovo          | 11.155           | 11.047         | 99,0%       |
| Velešta          | 8.156            | 8.072          | 99,0%       |
| Centar Župa      | 6.299            | 6.215          | 98,7%       |
| Oslomej          | 10.425           | 10.260         | 98,4%       |
| Džepčište        | 7.919            | 7.789          | 98,4%       |
| Plasnica         | 4.545            | 4.465          | 98,2%       |
| Delogoždi        | 7.884            | 7.724          | 98,0%       |
| Studeničani      | 17.246           | 16.828         | 97,6%       |
| Lipkovo          | 27.058           | 26.351         | 97,4%       |
| Zajas            | 11.605           | 11.303         | 97,4%       |
| Čegrane          | 12.310           | 11.967         | 97,2%       |
| Srbinovo         | 3.709            | 3.593          | 96,9%       |
| Debar            | 17.952           | 17.083         | 95,2%       |
| Rostuša          | 9.451            | 8.940          | 94,6%       |
| Saraj            | 24.253           | 22.768         | 93,9%       |
| Aračinovo        | 11.992           | 10.925         | 91,1%       |
| Labuništa        | 8.935            | 8.061          | 90,2%       |
| Žitoše           | 2.128            | 1.917          | 90,1%       |
| Šuto Orizari     | 17.357           | 15.231         | 87,8%       |
| Vrapčište        | 8.586            | 7.525          | 87,6%       |
| Tearce           | 22.454           | 19.508         | 86,9%       |
| Vrutok           | 5.999            | 5.159          | 86,0%       |
| Dolna Banjica    | 9.467            | 7.847          | 82,9%       |
| Gostivar         | 49.545           | 36.045         | 72,8%       |
| Tetovo           | 70.841           | 49.927         | 70,5%       |
| Brvenica         | 15.855           | 9.781          | 61,7%       |
| Vratnica         | 3.563            | 2.181          | 61,2%       |
| Dolneni          | 11.583           | 6.688          | 57,7%       |
| Struga           | 36.892           | 18.967         | 51,4%       |